# Jean-Michel Macron
Jean-Michel Frédéric Macron (* 1950 in Saint-Denis (Réunion)) ist ein französischer Neurologe.

## Leben
Jean-Michel Macron ist als Chefarzt für Neurologie am Universitätsklinikum Amiens (CHU d'Amiens) tätig und zudem Professor für Neurologie an der Université de Picardie Jules Verne. Er hat die Leitung der Forschungsgruppen „Funktionale Erforschung des Nervensystems der Erwachsenen“ und „Pathologien des Schlafes und der Wachsamkeit“ inne. Sein Forschungsschwerpunkt liegt im Bereich Epilepsie und Schlafstörungen. 1981 wurde er mit der Dissertation „Forschung zur anatomisch-funktionellen Organisation der Phrenensäule bei Katzen“ promoviert; das Ziel der Arbeit war es, besser zu verstehen, wie das Zwerchfell der Katze funktioniert und wie es vom Gehirn über den Nervus phrenicus gesteuert wird.
Er hat wissenschaftliche Arbeiten in Fachzeitschriften wie Revue Neurologique, Neurosurgery, Solar Energy, Neuroscience Letters oder Brain Research veröffentlicht. Themen seiner Veröffentlichungen sind die Elektrische Stimulation des Nervus phrenicus sowie die Beeinflussung der Atmung und das Niesen von Katzen und die Rolle bestimmter Nerven in diesem Verhalten. 2010 beteiligte er sich an einer Studie zur Analyse der potenziell negativen Auswirkung der „transkraniellen Magnetstimulation“, die neurologische Störungen erkennen kann, und die Auswirkungen auf Klappen, die zur Behandlung bestimmter Erkrankungen des Gehirns eingesetzt werden. Zwischen 2014 und 2016 beschäftigte er sich mit einer Methode zur Behandlung der Parkinson-Krankheit (Tiefe Hirnstimulation). Seit 1991 ist er assoziiertes Mitglied der Société Française de Neurologie.
Er war bis zur Scheidung 2010 verheiratet mit der Medizinerin Françoise Noguès; aus der Ehe stammen die drei Kinder Emmanuel (* 1977), Laurent (* 1979) und Estelle (* 1982). Aus seiner zweiten Ehe mit der Psychiaterin Hélène Joly ging ein Sohn hervor.